# Christlicher Gewerkschaftsbund Deutschlands
Der Christliche Gewerkschaftsbund Deutschlands (CGB) ist ein Dachverband von 11 Berufsverbänden bzw. Gewerkschaften. Er ist der kleinste Gewerkschaftsdachverband in Deutschland.

## Geschichte
Der CGB ging aus „Arbeitervereinen“ im frühen 19. Jahrhundert hervor, aus denen 1899 in Mainz auf dem ersten Christlichen Gewerkschaftskongress der Gesamtverband Christlicher Gewerkschaften entstand. Im November 1918 wurde (zunächst zusammen mit den liberalen Gewerkschaften) der Deutsche Demokratische Gewerkschaftsbund (DDGB) als Dachverband gegründet, der ab 1919 unter dem Namen DGB (Deutscher Gewerkschaftsbund) firmierte.
1933 wurde die Vereinigung und deren Mitgliedsgewerkschaften gewaltsam aufgelöst, doch wurden nach 1945 bald wieder neue Gewerkschaften und Dachverbände gegründet. So entstanden der DGB und der DBB.
Eine christliche Dachorganisation gab es zunächst nicht. Erst im Jahr 1955 vereinigten sich die inzwischen wieder gegründeten christlichen Arbeitergewerkschaften zur „Christlichen Gewerkschaftsbewegung Deutschlands“ (CGD). Aus dieser Bewegung entstand am 27. Juni 1959 in Mainz der Christliche Gewerkschaftsbund Deutschlands (CGB).
Bundesvorsitzender ist Reiner Jahns, zuvor Bundesvorsitzender der CGM. Er folgte 2023 seinem Vorgänger Adalbert Ewen nach.
Der Gewerkschaftsbund gibt den Informations-Newsletter CGB Intern monatlich heraus. Die CGB Jugend organisiert junge Mitglieder zwischen 16 und 25 Jahren. Sie hat ihre Geschäftsstelle in Lörrach.

## Mitgliedsverbände
tariffähig
- Arbeitnehmerverband deutscher Milchkontroll- und Tierzuchtbediensteter (ADM) in Bielefeld
- Bund der Hotel-, Restaurant- und Cafeangestellten (Union Ganymed) in Bonn
- Christliche Gewerkschaft Bergbau, Chemie, Energie (CGBCE) in Saarbrücken
- Christliche Gewerkschaft Deutscher Eisenbahner (CGDE) in Saarbrücken
- Christliche Gewerkschaft Metall (CGM) in Stuttgart
- Gewerkschaft Öffentlicher Dienst und Dienstleistungen (GÖD) in München
- Gewerkschaft Transport & Logistik (GTL) in Hannover

nicht tariffähig
- Christliche Gewerkschaft Postservice und Telekommunikation (CGPT) in Essen
- Beschäftigtenverband Industrie, Gewerbe, Dienstleistung (BIGD) in Duisburg
- DHV – Die Berufsgewerkschaft (DHV) in Hamburg (seit Mai 2020)[1]
- Gewerkschaft für Kunststoffgewerbe und Holzverarbeitung (GKH) in Paderborn[2][3]

### Landesverbände
Der CGB gliedert sich regional in vierzehn Landesverbände.
| Landesverband       | Vorsitzender        |
| Baden-Württemberg   | Andreas Bemerl      |
| Bayern              | Josef Nikl          |
| Berlin-Brandenburg  | Wolfgang Schneider  |
| Bremen              | Peter Rudolph       |
| Hamburg             | Henning Röders*     |
| Hessen              | N.N.                |
| Niedersachsen       | Willy Schnieders    |
| Nordrhein-Westfalen | Bernhard Cwiklinski |
| Rheinland-Pfalz     | N.N.                |
| Saarland            | Hans-Rudolf Folz    |
| Sachsen-Anhalt      | Torsten Schöne      |
| Sachsen             | Christian Hertzog   |
| Schleswig-Holstein  | Henning Röders**    |
| Thüringen           | Regina Schubert**   |

* Landesbeauftragter
** kommissarisch

## Tarifgemeinschaft für Zeitarbeit
Im Herbst 2002 hatten sich sechs CGB Mitgliedsgewerkschaften zur Tarifgemeinschaft Christlicher Gewerkschaften für Zeitarbeit und Personal-Service-Agenturen (CGZP) zusammengeschlossen. Nach Rechtsstreitigkeiten waren 2009 nur noch CGM, DHV und GöD in der CGZP zusammengeschlossen. Die Tariffähigkeit der CGZP ist, ebenso wie ihre Zuständigkeit für den Abschluss von Tarifverträgen für die Zeitarbeitsbranche, inzwischen geklärt: Nach dem Urteil des Bundesarbeitsgerichts vom 14. Dezember 2010 ist die CGZP nicht tariffähig. Schon am 1. April 2009 hatte das Arbeitsgericht Berlin auf Antrag des Landes Berlin und der DGB-Gewerkschaft ver.di entschieden, dass die CGZP nicht tariffähig sei, weil es ihr an der erforderlichen Sozialmächtigkeit fehle.
Nach sechs Jahren und über 6.000 Betriebsprüfungen kam es 2017 durch die Deutsche Rentenversicherung zu rund zwei Drittel Beitragsnacherhebungen von rund 250 Millionen Euro, die sich auf ca. 2,5 Mio. Beschäftigungsverhältnisse verteilen
Im Jahr 2003 hatte sie mit drei Arbeitgeberverbänden bundesweit geltende Flächentarifverträge abgeschlossen. Die Tarifpartner, die Bundesvereinigung deutscher Dienstleistungsunternehmen (BVD), die Interessengemeinschaft Nordbayerischer Zeitarbeitsunternehmen (INZ) und die Mittelstandsvereinigung Zeitarbeit (MVZ) organisieren vor allem mittelständische Unternehmen in der Branche der Zeitarbeit.
Nachdem der CGB auch für seine mehrgliedrigen Nachfolge-„Tarifverträge“ keine Aussicht auf Bestand bei einer gerichtlichen Überprüfung gesehen hat, haben CGB und BAP auch dieses Ausweichkonstrukt zum 31. März 2013 gekündigt.

## Kritik
Die Gewerkschaften des Christlichen Gewerkschaftsbundes unterbieten immer wieder durch eigene Tarifverträge, die teilweise als „Gefälligkeitstarifverträge“ kritisiert werden, die bisherigen Lohnstrukturen der bestehenden Tarifverträge.
Der Tarifvertrag beim Blutspendedienst West des Deutschen Roten Kreuzes mit der Gewerkschaft Deutscher Handels- und Industrieangestellten-Verband (DHV) wurde stark kritisiert.
Zudem kritisierten SPD und DGB die Rolle des Christlichen Gewerkschaftsbundes bei den Tarifverhandlungen mit den Leiharbeitsfirmen. Ihm wurde vorgeworfen, sich für Dumpinglöhne instrumentalisieren zu lassen.
Die Mitgliederzahlen von 280.000 Mitgliedern für den CGB, von über 100.000 Mitgliedern für die CGM und über 80.000 Mitgliedern für den DHV, werden von der IG Metall stark angezweifelt. Der Spiegel nennt für CGM und DHV zusammen Schätzungen von „womöglich“ nur 27.000 Mitgliedern. Unabhängig davon ob die Mitgliederzahlen der restlichen Mitgliedsgewerkschaften des CGB korrekt sind, müsste die Gesamtzahl der im CGB organisierten Mitglieder von den selbst angegebenen 280.000 auf maximal 127.000 mehr als halbiert werden. In einer Reportage des ARD-Magazins Report Mainz vom 10. Dezember 2007 wurde recherchiert, dass beispielsweise eine Wuppertaler Personalagentur als Arbeitgeber bei beginnenden Beschäftigungsverhältnissen neue Mitglieder für die CGZP warb, welche Teil des CGB ist. Der Gewerkschaftsbeitritt war hierbei Teil des Arbeitsvertrags und der Gewerkschaftsbeitrag wurde direkt vom Lohn abgezogen. Eine Tarifbindung mit dem betreffenden Unternehmen besteht seit Dezember 2007 nicht mehr.